# 구렁덩덩 신선비
뱀신랑설화 또는 구렁덩덩 신선비 설화는 동물설화(Animal Folktale)이다. 뱀이 자신을 길러준 사람에게 장가를 보내달라고 했다. 세 따님과 사는 장인어른이 딸들의 의사를 물었는데, 셋째 따님만 결혼하겠다고 했다.  뱀신랑이 허물을 벗으니 매우 잘생긴 청년이었고, 허물을 가지고 있으라고 했다. 이를 안 두 언니가 질투와 시기로 허물을 불태우고, 신랑을 찾아나선 세번째 따님이 신랑을 찾아가니 이미 결혼한 여성이 있었다. 자신이 내는 문제를 풀면 결혼하겠다고 시험하자, 세번째 따님은 이를 풀었다. 